# Нова Кара
Нова Ка́ра (рос. Новая Кара, башк. Яңы Ҡара) — присілок у складі Аскінського району Башкортостану, Росія. Входить до складу Казанчинської сільської ради.
Населення — 167 осіб (2010; 202 у 2002).
Національний склад:
- башкири — 99 %